# Etelburga del Kent
Etelburga del Kent, in inglese Æthelburth of Kent (in inglese antico Æthelburga) (Kent, verso il 590 – Lyminge, 647), fu una regina inglese che diede inizio alla conversione dell'Inghilterra al cristianesimo. Divenuta badessa in vedovanza, è venerata come santa dalla Chiesa cattolica e dalla Comunione anglicana.
Era figlia del re del Kent Etelberto (divenuto poi anch'egli santo) e di santa Berta del Kent e quindi sorella di Eadbaldo del Kent, che successe al padre sul trono del Kent.
Fu la seconda moglie (625) di Edwin di Northumbria, re di Deira e di Bernicia, regni che unificò in quello di Northumbria.

## Biografia

### Vita laica
Beda il Venerabile scrive che Eadbaldo avrebbe acconsentito al matrimonio della sorella con Edwin, re di Deira, solo a condizione che ad ella ed al suo entourage fosse garantita la libertà di praticare la religione cristiana nella propria dimora. Secondo Beda san Paolino di York l'accompagnò da Edwin come suo cappellano.  Edwin stesso si convertì al cristianesimo due anni dopo il loro matrimonio e fece erigere la prima Cattedrale di York, ove venne battezzato nel 627.
Etelburga ebbe un ruolo rilevante nella conversione degli abitanti della Northumbria e Beda riporta lettere e regali che papa Bonifacio V inviò sia ad Edwin che alla sua consorte..  Dopo la morte di Edwin ad  Hatfield Chase, nel 633, Etelburga fuggì nel Kent con i figli e con san Paolino.

### Vita di religiosa
Al ritorno di Etelburga nel Kent, il fratello Eadbald le diede una villa romana in rovina a Lyminge, ove ella fondò un'abbazia..  Essa venne considerata la prima abbazia nel Kent e si ritiene che inizialmente si sia trattato di un'abbazia doppia condotta da una badessa, inizialmente appunto Etelburga. Ella morì qui e le sue reliquie vennero riposte nella choesa collegiata di Canterbury ove rimasero fino al tempo dello scioglimento dei monasteri, voluto da Enrico VIII d'Inghilterra.
I probabili resti dell'abbazia esistono ancora e si trovano vicino alla moderna chiesa di Santa Maria e Santa Etelburga. Vi è anche un pozzo sacro che può ancor oggi essere visto nel parco del paese che porta il suo nome.
Riconosciuta come santa, la memoria di Etelburga viene celebrata il 5 aprile.

## Figli
Edwin ed Etelburga ebbero:
- Enfleda (†704),[2] andata sposa a Oswiu, sovrano di Bernicia, rimasta vedova divenne badessa e santa
- Ethelhun[8],
- Wuscfrea[2]
- Sant'Edwen odi Llanedwen, Anglesey[11].